# بابک ریاحی‌پور
بابک ریاحی‌پور (زادهٔ ۱۳۴۸ در تهران) نوازنده گیتار باس، آهنگساز و تنظیم‌کننده و مترجم اهل ایران است. وی همسر سابق مهتاب کرامتی است.

## زندگی هنری
ریاحی‌پور نوازندگی گیتار باس را در نوزده سالگی در کشور آلمان آغاز کرد و در همان ابتدا به عضویت گروه موسیقی دبیرستان درآمد. وی پس از بازگشت به ایران همکاری خودرا با بابک امینی و سپس با کورش یغمایی آغاز نمود. او که از اعضای گروه اوهام است در ضبط اولین آلبوم اوهام به‌نام نهال حیرت و شماری از اجراهای زندهٔ آن گروه مشارکت داشته‌است. وی همچنان با این گروه همکاری داشته و در آخرین کنسرت اوهام در ایران که پس از ۲۳ سال در آبان ۱۴۰۲ برگزار شده مشارکت دارد. او در سال ۱۳۷۵، به همراه رامین بهنا، پدرام درخشانی و رضا آبایی، هسته اصلی گروه «آویژه» را تشکیل داد و این گروه با حمایت صدا و سیما، به ساخت موسیقی تلفیقی بی‌کلام پرداخت. آویژه با استقبال بسیار خوبی مواجه شد و در سال ۱۳۷۷، آثار خود را برای نه شب در فرهنگسرای ارسباران روی صحنه برد. علاوه بر آن، این گروه جایزه خورشید زرین جشنواره مهر را نیز به خود اختصاص داد. با این همه، آویژه عمر چندانی نداشت و پس از مدتی به فعالیت خود پایان داد.  از سال ۱۳۷۷ با آغاز موج جدید موسیقی پاپ در کشور با خوانندگان پاپ نظیر داریوش و محمد علی خواجه نوری محمد اصفهانی، مانی رهنما، علیرضا عصار و… شروع به همکاری کرد. ریاحی‌پور یکی از اعضای گروه گوگوش در اولین کنسرتهای بعد از انقلاب بود و به مدت شش ماه در خارج از کشور با این خواننده همکاری نمود. وی در سال ۱۳۸۲ اولین آلبوم شخصی خود به نام آزمون و خطا را منتشر نمود. در این آلبوم هنرمندان مهمان مانند: هومن جاوید، عین اله کیوان شکوه، فرمان فتحعلیان، شهرام شعرباف و شاهرخ ایزدخواه نیز مشارکت داشتند.

## اولین کنسرت
ریاحی‌پور اولین کنسرت‌های مستقلش را در سال ۱۳۸۷ در تهران برگزار کرد که با استقبال زیادی مواجه شد. بابک ریاحی پور در طی دوران فعالیت هنری خود در ده‌ها آلبوم و صدها کنسرت حضور داشته و با هنرمندان مختلف همکاری نموده‌است.

## جایزه
ریاحی‌پور یکی از چهار عضو تشکیل دهنده گروه آویژه در سال ۱۳۷۵ بود که به همراه این گروه موفق به دریافت جایزه بهترین گروه تلفیقی بعد از انقلاب گردید.

## سال‌های اخیر
در سالهای اخیر، ریاحی‌ پور همچون دهه‌های گذشته، به فعالیت‌های گوناگونی مشغول بوده است. او علاوه بر کار با خوانندگان پاپ مانند بابک جهانبخش، رضا یزدانی و …، در گروه‌هایی چون دیوار حضور پیدا کرده است.
اعضای اصلی گروه دیوار عبارت بودند از بابک ریاحی‌ پور، مسعود همایونی (گیتار الکتریک)، پویا نیک‌‌پور (پیانو و کیبورد)، یاشار خسروی (ساکسوفون) و ایلیار خسروی (درامز). این گروه، یک آلبوم به نام «دیوار» را به بازار عرضه کرد و پس از چندی به فعالیت خود پایان داد.
به‌جز دیوار، او در کنار فهام گوهری، فرزاد رضایی، نیما طاری، نیما حمیدی و …، گروه موسیقی رادیو را شکل دادند که از نخستین آلبوم آنها با نام «رادیو»، در سال ۱۳۹۷ رونمایی شد.
در سال ۱۴۰۲ بابک ریاحی‌پور با حضور در گروه موسیقی پارکینگ‌بند به عنوان نوازنده با این تیم جوان همراه شد. اعضای پارکینگ‌بند غیر از بابک ریاحی‌پور عبارتند از صادق حسین (گیتار الکتریک و وکال)، محسن حسین (درامز) و علی شهامت (مهندس صدا). 
بابک ریاحی‌ پور، افزون بر کار آهنگسازی و نوازندگی، به تدریس نیز مشغول است.

## ازدواج با بازیگر زن
بابک ریاحی پور سالها پیش با مهتاب کرامتی ازدواج کرد که در نهایت به جدایی ختم شد.

## آلبوم شخصی
- ۱۳۸۲: «آزمون و خطا»

در این آلبوم، هنرمندان مختلفی مانند هومن جاوید، عین‌الله کیوان شکوه، فرمان فتحعلیان،شهرام شعرباف و شاهرخ ایزدخواه نیز حضور داشتند.